# Mikroregion Zbraslavicko a sdružené obce
Mikroregion Zbraslavicko a sdružené obce je dobrovolný svazek obcí podle zákona v okresu Kutná Hora, jeho sídlem jsou Zbraslavice a jeho cílem je koordinace území a investiční akce. Sdružuje celkem 13 obcí a byl založen v roce 2003.

## Obce sdružené v mikroregionu
- Červené Janovice
- Štipoklasy
- Černíny
- Slavošov
- Bohdaneč
- Třebětín
- Bludov
- Opatovice I
- Petrovice I
- Paběnice
- Úmonín
- Zbraslavice
- Pertoltice